# Мејрон Черути
Мејрон Амир Черути (хебр. מירון חרותי‎, романизовано Meiron Amir Cheruti; Хајфа, 19. октобар 1997) израелски је пливач чија специјалност су спринтерске трке слободним и делфин стилом.

## Спортска каријера
Черути је пливање почео да тренира још као петодогишњи дечак у пливачкој секцији спортског друштва „Макаби” из Хајфе. Као јуниор наступао је за Израел на првим Европским играма у Бакуу 2015. године. 
Прво велико такмичење на ком је наступио било је светско првенство у Будимпешти 2017. где се такмичио у квалификацијама трке на 50 слободно (заузео 41. место). 
Две године касније, на првенству у корејском Квангџуу Черути је успео по први пут да се пласира у полуфиналне трке на 50 слободно и 50 делфин, а у обе дисциплине испливао је нове националне рекорде. Полуфинанлу трке на 50 слободно Черути је испливао у времену од 22,01 секунди, што је уједно била и квалификациона норма за ЛОИ 2020. у Токију.